# Alejandro Malaspina
Alessandro Malaspina, conocido en español como Alejandro Malaspina (Mulazzo, 5 de noviembre de 1754-Pontremoli, 9 de abril de 1810) fue un noble y marino italiano al servicio de España, brigadier de la Real Armada, célebre por protagonizar uno de los grandes viajes científicos de la era ilustrada, la llamada Expedición Malaspina (1788-94). Tras conspirar para derribar a Godoy, cayó en desgracia, lo que llevó al olvido de sus grandes logros.

## Vida

### Juventud
Alejandro Malaspina nació en Mulazzo, actual Italia, entonces parte del Gran Ducado de Toscana. Sus padres fueron el marqués Carlo Morelo y Caterina Meli Lupi di Soragna. De 1762 a 1765 él y su familia vivieron en Palermo, bajo la protección de su tío, el virrey de Sicilia Giovanni Fogliani de Aragon. De 1765 a 1773 estudió en el Colegio Clementino en Roma, aceptando en 1773 ingresar en la Orden de Malta. Vivió en Malta un año, donde aprendió rudimentos de navegación en la flota de la Orden. En 1774 ingresó en la Marina Real española. El 18 de noviembre de ese año recibió el grado de guardiamarina.

### Al servicio de España
Durante los años 1775 y 1776 tomó parte en varias acciones armadas en el norte de África (una de ellas, en enero de 1775, una expedición en auxilio de Melilla, asediada por partidas de piratas berberiscos). De 1777 a 1779, a bordo de la fragata Astrea, participó en un viaje a las Filipinas (ida y vuelta rodeando el Cabo de Buena Esperanza). Durante el mismo fue ascendido a teniente de fragata (1778). Tomó parte en varias acciones contra los británicos en 1780, tras lo cual fue ascendido a teniente de navío.
En 1782 fue denunciado ante la Inquisición como hereje, pero no fue encarcelado ni juzgado. Ese año tomó parte en el Gran Asedio a Gibraltar.
Durante 1783 y 1784, como segundo del comandante de la fragata Nuestra Señora de la Asunción, llevó a cabo un segundo viaje a las Filipinas. De septiembre de 1786 a mayo de 1788, al mando de la fragata Astrea, hizo un tercer viaje a las Filipinas, comisionado por la Real Compañía de Filipinas. Esta vez se trataba de una vuelta al mundo.

### La expedición Malaspina

Mapa de la ruta de Malaspina por los territorios del imperio español

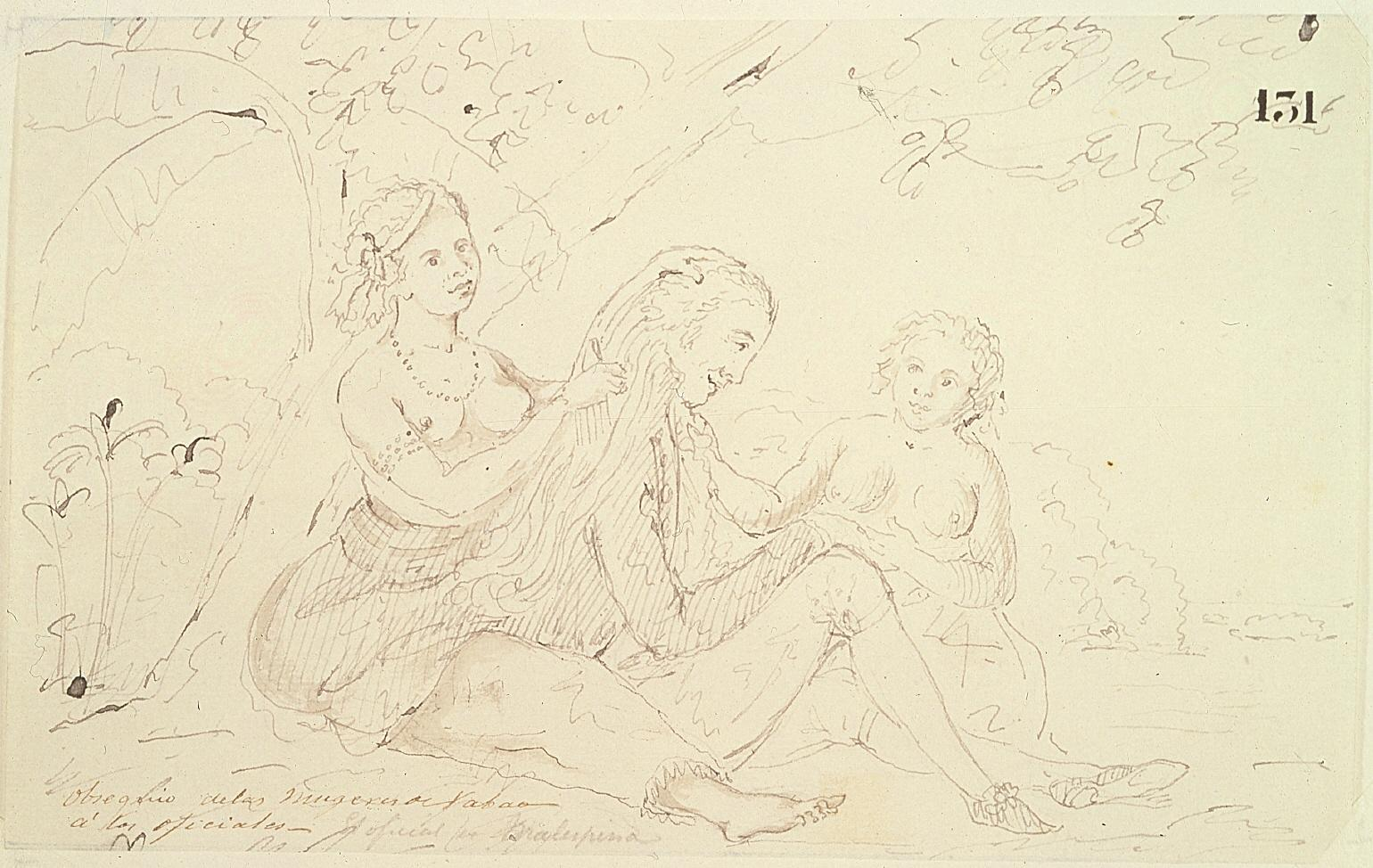
Malaspina obsequiado por mujeres de Vavao. Dibujo a lápiz y tinta sobre papel verjurado atribuido a Juan Ravenet, realizado durante la expedición Malaspina. Madrid, Museo de América

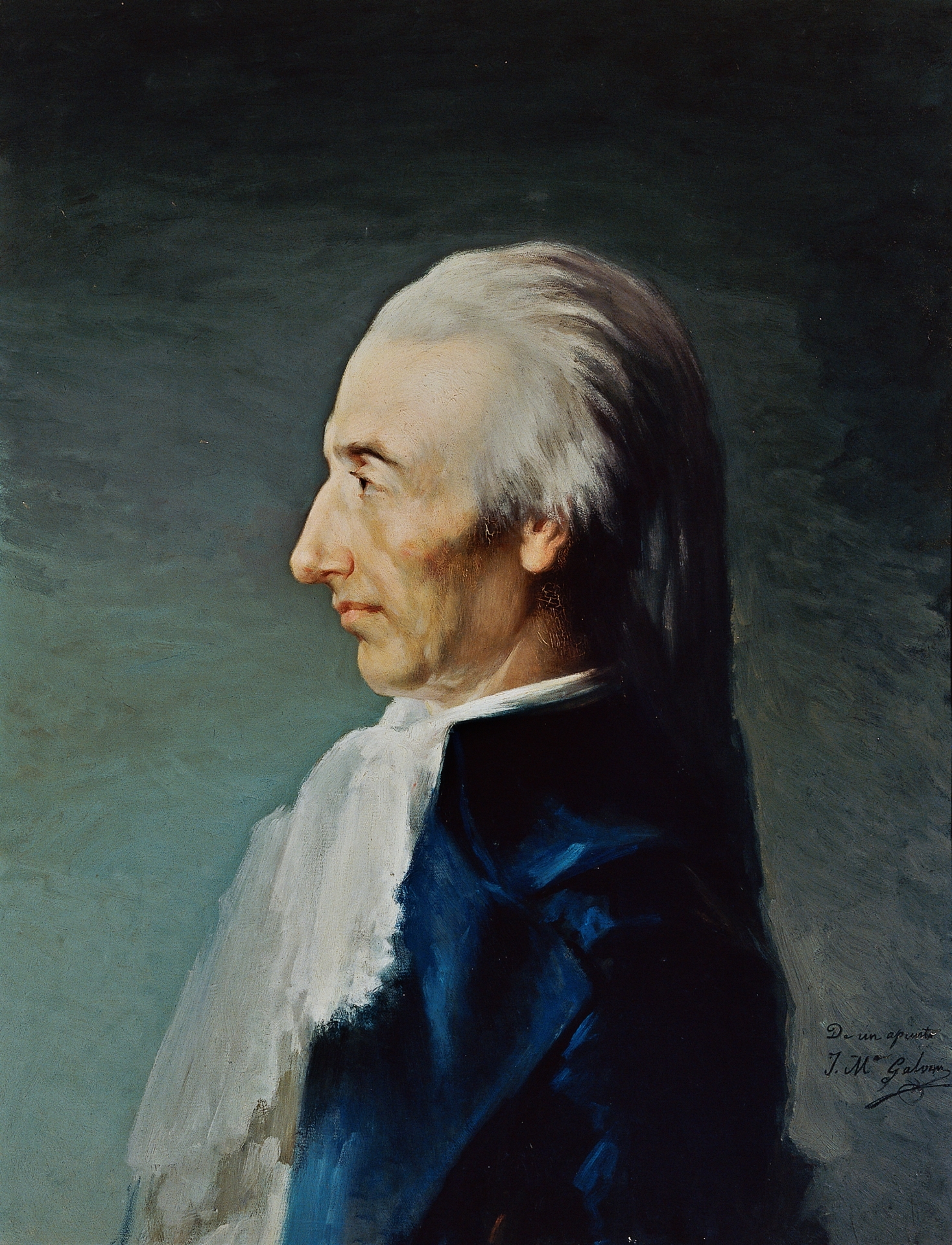
Alejandro Malaspina, por José María Galván

En septiembre de 1788, junto con José de Bustamante y Guerra, propuso al Gobierno español organizar una expedición político-científica con el fin de visitar las posesiones españolas y otros territorios de América, Asia y Oceanía. Este viaje se conocería como expedición Malaspina. La expedición zarpó de Cádiz el 30 de julio de 1789.

### Regreso y caída en desgracia
A su regreso a España (21 de septiembre de 1794), Malaspina presentó un informe, Viaje político-científico alrededor del mundo, que incluía un informe político confidencial, con observaciones críticas de carácter político acerca de las instituciones coloniales españolas y favorable a la concesión de una amplia autonomía a las colonias españolas americanas y del Pacífico dentro de una confederación de estados relacionados mediante el comercio.
En septiembre de 1795, envió al gobierno español sus escritos, pero este juzgó poco oportuna su publicación en la situación política por entonces existente. Desencantado, Malaspina encabezó una polémica filosófico-literaria en la prensa madrileña sobre lo bello en la naturaleza, a la vez que tomó parte en una conspiración para derribar a Manuel Godoy, lo que condujo a su arresto el 23 de noviembre. Tras un juicio dudoso, el 20 de abril de 1796 fue condenado a diez años de prisión en el castillo de San Antón de La Coruña. Durante su encarcelamiento, Malaspina escribió ensayos sobre estética, economía y literatura.
No llegó a cumplir la totalidad de la condena, pues a finales de 1802 fue puesto en libertad debido a las presiones de Napoleón (a instancias de Francesco Melzi d'Eril) y deportado a Italia. Malaspina partió para su localidad natal a través de Génova, asentándose finalmente en Pontremoli, a 10 km de Mulazzo, entonces parte del reino de Etruria. Allí se involucró en la política local. En 1804 se desplazó a Milán. En diciembre de ese año, el gobierno de la república le encargó la organización de la cuarentena entre la república y el reino de Etruria durante una epidemia de fiebre amarilla en Livorno. En 1805 fue nombrado miembro del Consejo de Estado del napoleónico Reino de Italia (en el que se había transformado la República Italiana). En diciembre de 1806, se desplazó a la corte del reino de Etruria en Florencia, siendo admitido en la Sociedad Colombina.
Alejandro Malaspina murió en Pontremoli, en ese momento parte del Primer Imperio francés, en 1810 de un infarto.